# Clinton (Tennessee)
Clinton é uma cidade localizada no estado norte-americano de Tennessee, no Condado de Anderson.

## Demografia
Segundo o censo norte-americano de 2000, a sua população era de 9409 habitantes.
Em 2006, foi estimada uma população de 9504, um aumento de 95 (1.0%).

## Geografia
De acordo com o United States Census Bureau tem uma área de
29,6 km², dos quais 28,2 km² cobertos por terra e 1,4 km² cobertos por água. Clinton localiza-se a aproximadamente 338 m acima do nível do mar.

## Localidades na vizinhança
O diagrama seguinte representa as localidades num raio de 24 km ao redor de Clinton.